# Afrique du Sud-Tonga en rugby à XV
 (février 2025).
Cet article retrace les confrontations entre l'équipe d'Afrique du Sud de rugby à XV et l'équipe des Tonga de rugby à XV. Les deux équipes se sont affrontées à deux reprises dont une fois en Coupe du monde. Les Sud-Africains ont toujours remporté les rencontres.

## Les confrontations
| No | Date              | Lieu                                     | Match                  | Score   | Compétition              |
| -- | ----------------- | ---------------------------------------- | ---------------------- | ------- | ------------------------ |
| 1  | 10 juin 1997      | Newlands Stadium, Le Cap, Afrique du Sud | Afrique du Sud – Tonga | 74 – 10 | Test match               |
| 2  | 22 septembre 2007 | Stade Félix-Bollaert, Lens, France       | Afrique du Sud – Tonga | 30 – 25 | Coupe du monde (poule A) |